# Countess Sweedie
Countess Sweedie è un cortometraggio muto del 1914. Il nome del regista non viene riportato. Fa parte di una serie di comiche che ha come protagonista il personaggio di Sweedie, interpretato da Wallace Beery travestito da donna.

## Trama
In un ristorante, una contessa perde uno dei suoi biglietti da visita che viene trovato da uno dei dipendenti del locale. Avendo sentito che quella sera la nobildonna vuole recarsi a un ricevimento, Sweedie decide di sfruttare il biglietto per presentarsi alla festa facendosi passare per la contessa.

## Produzione
Il film fu prodotto dalla Essanay Film Manufacturing Company, quattordicesimo titolo della serie dedicata a Sweedie.

## Distribuzione
Distribuito dalla General Film Company, il film - un cortometraggio di una bobina - uscì nelle sale cinematografiche USA il 16 novembre 1914.